# Ina-Maria Federowski

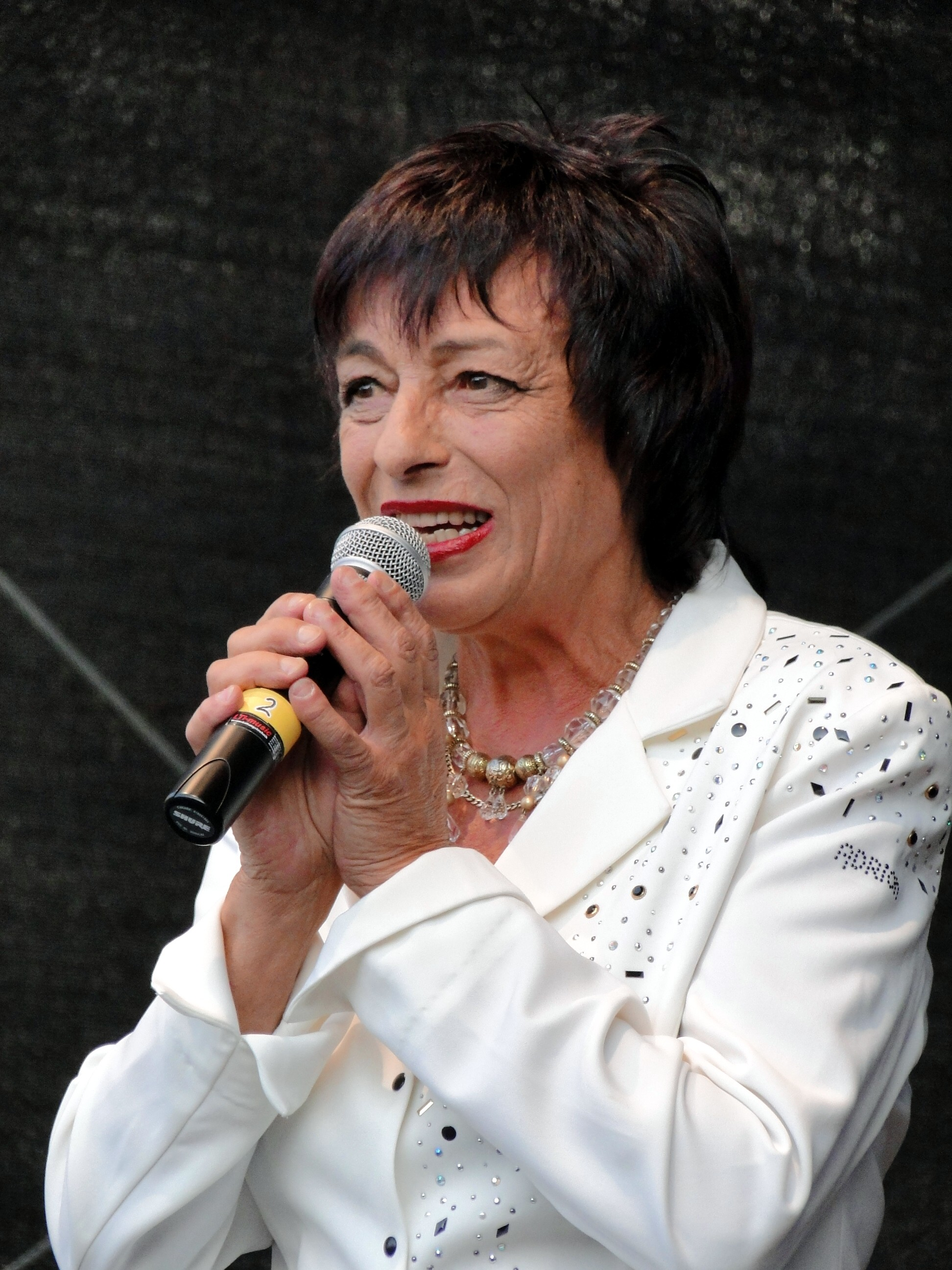
Ina-Maria Federowski 2012 in Dresden

Ina-Maria Federowski (* 28. September 1949 in Freital; † 13. Juli 2017 in Berlin) war eine deutsche Sängerin.

## Leben
Nach dem Abitur absolvierte sie die Berufsausbildung als Gärtnerin. Ihre künstlerische Ausbildung erhielt sie an der Musikhochschule „Carl Maria von Weber“ in Dresden, die sie mit dem Staatsexamen im Fach „Klassischer Gesang“ abschloss. Ihr erstes Engagement hatte sie an der Staatsoperette Dresden. Im Jahr 1979 gewann sie den 1. Preis beim Nachwuchsfestival Goldener Rathausmann.
Federowski wurde eine erfolgreiche Schlagersängerin der DDR und trat auf internationalen Festivals auf. Sie belegte erste Plätze in Hitparaden der DDR und hatte 200 Auftritte in Fernsehshows, darunter in Das ist Musik für Sie und Ein Kessel Buntes, den sie 1987 auch einmal moderierte. Ihr Bruder Helmar Federowski war in den 1970er und 1980er Jahren Tonmeister des DDR-Plattenlabels Amiga.
Im Jahr 1996 veröffentlichte sie ihre CD Gegensätze und trat wieder in TV-Musiksendungen, Talk- und Liveshows auf. Seit 2009 arbeitete Ina-Maria Federowski mit dem Produzenten und Verleger Jürgen Kerber zusammen. Im Jahr 2009 erschien nach 2001 mit Wie auch immer ihre erste Single-Veröffentlichung seit längerer Zeit.
Federowski lebte in Dresden, war mit Roderich Schmidt verheiratet und hatte eine Tochter. Sie starb am 13. Juli 2017 in der Berliner Charité an einem Krebsleiden.

## Diskografie

### LP
- 1980: Kleeblatt 2/1980 (Kompilation, mit Man lernt nie aus / Warum können wir nicht wie Kinder sein) – Amiga
- 1984: Man lernt nie aus

### Singles
- 1980: Gegensätze ziehn sich an / Die Liebe gewinnt – Amiga
- 1981: Aber Scheiden tut weh / Na, wo ist dein Herz
- 1982: Haus ohne Kinder / Irgendwann ist jeder dran
- 1998: Die Hälfte seines Lebens / Er weiß nicht, was er will / April, April (Maxi-CD)
- 1999: Die spritzigen Jungs von der Feuerwehr / Die Hälfte seines Lebens / Er weiß nicht, was er will (Maxi-CD)
- 2000: Wovon träumt der Weihnachtsmann / Es ist Weihnachtszeit / Hallo lieber Weihnachtsmann / Weihnachtszeit (Maxi-CD)
- 2001: Die Liebe gewinnt! / Die Liebe gewinnt! (Halbplayback-Mix) / Nur für einen Augenblick – Schmidt & Schmidt Musik (Maxi-CD)
- 2006: Du / Mann oh Mann (Promo)
- 2009: Wie auch immer (Radio Mix) / Wie auch immer (Instrumental) – Perl Records (Promo)
- 2010: Lass uns kuscheln / 89 (neunundachtzig) / Wie auch immer

### CD
- 1996: Gegensätze

### EP
- 2004: Ich bin, wie ich bin